# عروسی (فیلم ۲۰۰۴)
عروسی (لهستانی: Wesele) فیلمی لهستانی در سبک درام و محصول سال ۲۰۰۴ میلادی است.